# Шаккендорф
Шаккендорф (нем. Schackendorf) — община в Германии, в земле Шлезвиг-Гольштейн. 
Входит в состав района Зегеберг. Подчиняется управлению Трафе-Ланд.  Население составляет 817 человек (на 31 декабря 2010 года). Занимает площадь 7,85 км².